# Škorec
Škorec (znanstveno ime Sturnus vulgaris) je ptica pevka iz družine škorcev (Sturnidae). Je najbolj razširjena in najuspešnejša vrsta na svetu. Prebivalcem Slovenije je znan kot ptičja »nadloga«, saj se oktobra in novembra v tisočih premikajo po našem ozemlju, na teh pohodih pa naredijo nemalo škode na sadnem drevju, v vinogradih in oljčnikih.

## Telesne značilnosti
Škorec je dolg 20,5-22,5 cm z razponom peruti od 37–42 cm in okvirno težo 75-90 g. Ima črno perje z zelenim, modrim in rdečim oz. vijoličnim kovinskim leskom. Pozimi ima bele pike in je barva tako bolj kontrastna, še posebej samičina. Samica je tudi bolj pegasta od samca. Oči so temnorjave barve. Kljun je oster in spomladi je rumen, pozimi pa črnkast. Peruti so priostrene in trikotne oblike, rep pa je razmeroma kratek. Noge so rdečkastorjave barve. Mladi osebki so bolj rjavi in pod vratom belkasti.

## Gnezdenje
Gnezdi v drevesnih duplih (navadno v opuščenih duplih žoln in detlov), zidnih luknjah ter špranjah, včasih tudi v drugih razpokah, npr. v svetilkah javne razsvetljave in električnih omarah. Ima en ali dva zaroda v času marca do aprila. Gnezdo je preprosto, zgrajeno iz slame, travnih bilk in vejic ter obdano s travo in perjem. Vanj znese samica od 3-8 bledo zelenkastih do modrikastih jajc, iz katerih se po 11-15 dneh izvalijo mladiči, ki so gnezdomci in valjenci. Poletijo po 21 dneh.

## Življenjski prostor in navade
Škorec je bil s številnimi podvrstami prvotno razširjen v severni Afriki in v večjem delu Evrope. Potem ko so ga zanesli tudi v Avstralijo, na Novo Zelandijo, v južno Afriko in Severno Ameriko, je postal njbolj razširjena in najuspešnejša vrsta na svetu. Evropsko populacijo ocenjujejo na 35-50 milijonov gnezditvenih parov, od tega jih je 1.100.000 v Veliki Britaniji, 360.000 pa na Irskem. V Evropi niso prisotni samo v Grčiji, severni Italiji in Španiji.
V petdesetih letih dvajsetega stoletja je bil škorec dokaj redek gnezdilec na Slovenskem, danes pa ga uvrščamo med zelo pogoste vrste, saj gnezdi po vsej Sloveniji razen v osrčju Julijskih in Kamniško-Savinjskih Alp. Ob obali je stalnica, drugod pa je klatež, ki se pojavlja v milejših zimah, ob hudem mrazu pa zopet izgine. Je selivec, klatež in ponekod tudi stalnež. Škorec je pretežno prebivalec kulturne krajine, kjer mu ustreza pestro bivališče s polji, njivami, travniki, grmišči, logi, sadovnjaki in vrtovi. Obstaja možnost ponovne ogroženosti.
Škorčevo petje je mešanica najrazličnejših drdrajočih, pokajočih, škripajočih in žvižgajočih glasov, med katerim navadno krili s perutmi. Je mojster v posnemanju petja drugih ptic, zato nas lahko zavede, še posebno spomladi. V času gnezdenja samec poje na izpostavljenem razgledališču blizu gnezda, kakršen je rob strešnega žleba in ob tem počasi udarja s perutmi; ob petju se mu obenem našopirijo peresa pod grlom. Samec brani majhno gnezditveno območje okoli luknje v drevesu, velikosti približno 1m2, vendar ostanejo družabni, kadar se hranijo v velikih jatah. Živi lahko tudi do 20 let in več. Je zelo družabna ptica, pozimi pa je rad v jatah skupaj s kavkami in vranami. Zunaj gnezditvenega obdobja se vsak večer zbirajo na skupnih prenočivališčih. Jate se zbirajo in krožijo, vsak ptič je občutljiv na gibe drugih ptičev, zato je med njim le malo trkov. Če se eden ali dva ptiča odločita za drugo smer, temu takoj sledi val spremenjenega leta celotne jate. Aktiven je samo podnevi. V letu lahko doseže hitrost do 34 km/h.

### Prehrana
Škorci se hranijo z zelo različno hrano, tako živalsko kot rastlinsko, v glavnem pa jedo žuželke, deževnike, ličinke, polže in druga majhna bitja. So redni gosti na vrtovih, kjer pobirajo kruh in odpadke. Mladiči odraščajo izključno ob živalski hrani. Kadar se škorec hrani na trati, preiskuje tla s ponavljajočimi se, hitrimi vbodljaji s kljunom. Ta ima močno mišičje, ki škorcu omogoča, da kljun odpre pri vsakem vbodljaju v zemljo. Oči obrne naprej, da pogleda na konico kljuna, če je zagrabil kaj užitnega, medtem pa je ves čas pozoren na okolico, da se mu ne bi približal morebitni sovražnik, npr. mačka. Selivci se pred odhodom dobro najejo jagod in drugega sadja.

## Podvrste škorca
Obstaja več podvrst škorca, ki se v glavnem razlikujejo po svojem habitatu in spreminjanju barve perja mladičev (Snow et al. 1998):
- S. v. vulgaris - kontinentalna Evropa

Poimenska podvrsta. Kovinski lesk perja je zelene barve na glavi, trebuhu in spodnjem zadnjem delu, bakreno vijoličen na vratu in zadnjim delom ter vijoličen ob straneh in na zgornji strani krila. Spodnja stran kril je modro obrobljena. V vzhodnih predelih Evrope je lesk bolj vijolične in manj bakrene barve.
- S. v. faroensis - Ferski otoki
- S. v. zetlandicus - Šetlandski otoki
- S. v. granti - Azori
- S. v. poltaratskyi - območje od Urala in centralne Sibirije do Bajkalskega jezera in vzhodne Mongolije
- S. v. tauricus - od vzhodnega brega reke Djneper, okoli obale Črnega morja do zahodnega dela Male Azije
- S. v. purpurascens - območje od vzhodne Turčije do Gruzijskega glavnega mesta Tbilisi in jezera Sevan
- S. v. caucasicus  območje od delte reke Volge do vzhodnega Kavkaza

Zelen lesk na glavi in zadnjem deli, vijoličen na vratu in trebuhu, na zgornjem delu kril bolj modrikast.
- S. v. nobilior - Afganistan, severovzhodni Turkmenistan, Uzbekistan in vzhodni Iran
- S. v. porphyronotus - zahodni del centralne Azije
- S. v. humii - območje od Kašmirja do Nepala

## Sklci
1. ↑  British Garden Birds - Starling (Britanske vrtne ptice - Škorec). Pridobljeno 2007-08-17. (angleško)
2. ↑  Birdguides - Starling (Ptičji vodniki - Škorec) Arhivirano 2007-09-27 na Wayback Machine.. Pridobljeno 2007-08-17. (angleško)
3. ↑  DOPPS Arhivirano 2007-09-27 na Wayback Machine.. Pridobljeno 2007-08-17.